# Chanistsqali
Chanistsqali (georgiska: ხანისწყალი) är en flod i Georgien. Den ligger i den centrala delen av landet, 170 km väster om huvudstaden Tbilisi. Chanistsqali mynnar som vänsterbiflod till Rioni i Vartsichereservoaren.